# Antonae gracilicornis
Antonae gracilicornis är en insektsart som beskrevs av Richter. Antonae gracilicornis ingår i släktet Antonae och familjen hornstritar. Inga underarter finns listade i Catalogue of Life.